# Coendou
Coendou é um gênero de roedores pertencentes à família Erethizontidae conhecidos como "cuandus", "porcos-espinhos", "ouriços-cacheiros" ou "luíses-cacheiros". Eles vivem nas árvores das américas Central e do Sul e são conhecidos por possuírem cauda preênsil e conseguirem se enrolar em uma bola de espinhos. Ao contrário do mito popular, no entanto, eles não podem atirar seus espinhos contra os predadores. Alimentam-se de folhas, frutas, raízes e brotos.

## Espécies
- Coendou baturitensis[2][3][4]
- Coendou bicolor
- Coendou ichillus
- Coendou insidiosus
- Coendou melanurus
- Coendou mexicanus
- Coendou nycthemera
- Coendou longicaudatus[5]
- Coendou prehensilis
- Coendou pruinosus
- Coendou quichua
- Coendou roosmalenorum
- Coendou rufescens
- Coendou speratus[6]
- Coendou spinosus
- Coendou vestitus